# Islands historia

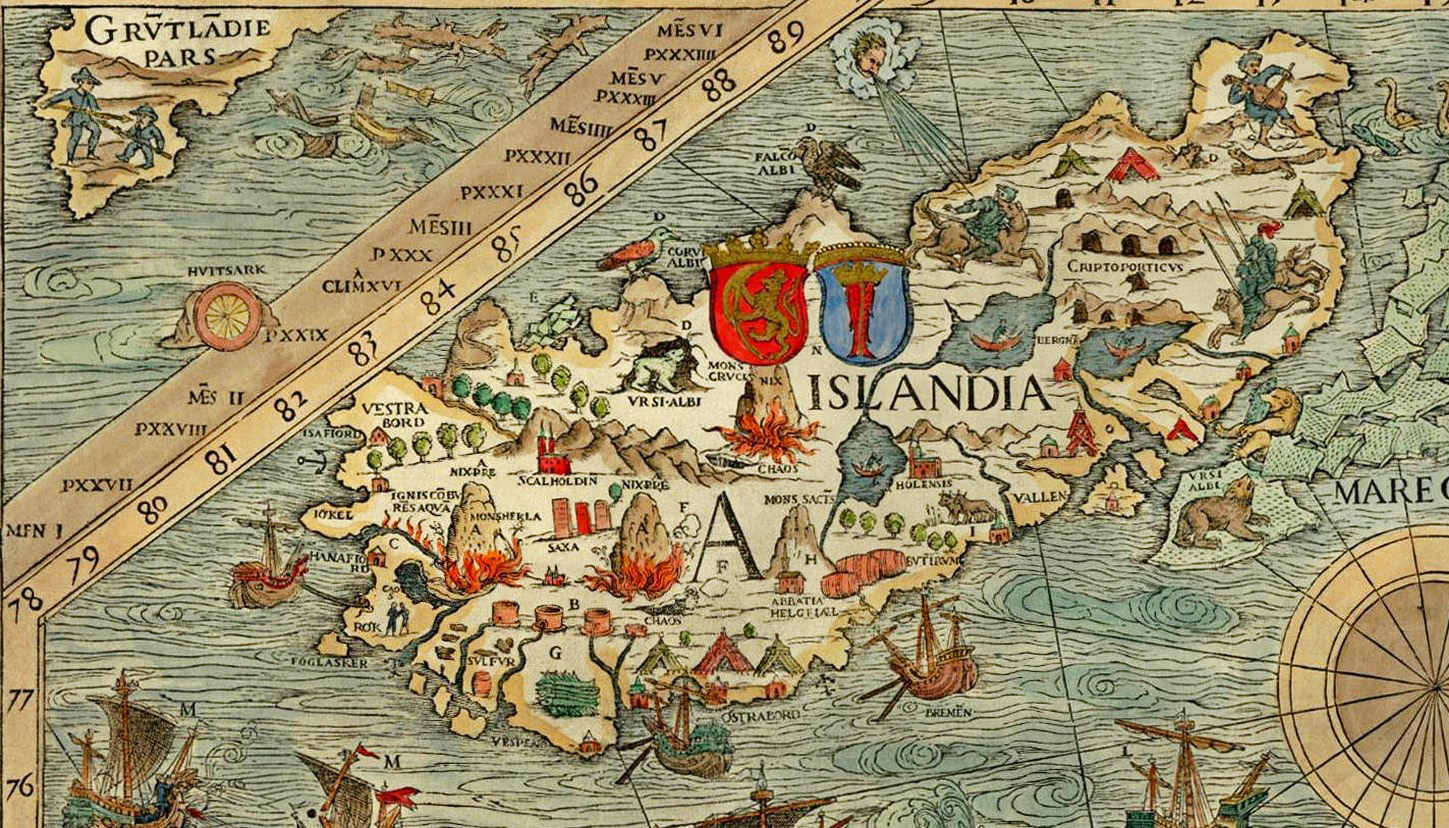
Karta över Island 1539. Detalj från Olaus Magnus' Carta Marina.

Islands historia börjar på 800-talet. Ön koloniserades därefter i snabb takt av norska invandrare, främst stormän som emigrerade från Norge, när kung Harald Hårfager enade Norge och gjorde sig till ensam härskare. Norge och Island bildade 1262 en union.
Genom bildandet av Kalmarunionen 1397 kom Norge liksom Island under danskt styre, vilket för Islands del fortsatte fram till 1904, då ett självstyre inleddes. År 1918 fick Island självständighet, fortfarande i union med Danmark, såsom konungariket Island (Konungsríkið Ísland). Under andra världskriget blev Danmark ockuperat av Tyskland, men Island blev i stället ockuperat av Storbritannien. Den 17 juni 1944 löpte Islands unionsavtal med Danmark ut. För att undvika en tysk ockupation av Island förlängde man inte avtalet utan utropade sig som republik.

## Island som fristat (874–1264)

### Landnamstiden (874–930)

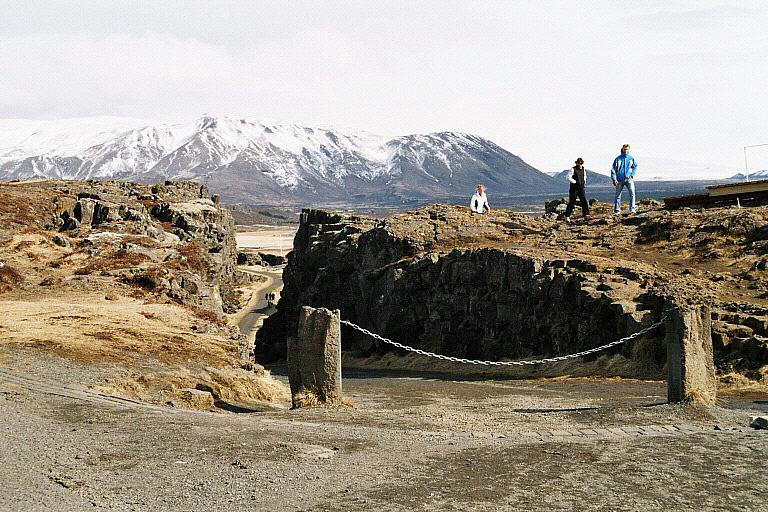
Þingvellir.

Den tidiga bosättningen på Island beskrivs i verket Landnamsboken.
Under mitten av 800-talet reste nordbor regelbundet till Färöarna. Några av dem drevs av havets vindar till Island. Bland dessa fanns svensken Gardar Svavarsson, som kallade det Gardarsholm (Garðarshólmr) och norrmannen Naddoddr, som gav ön namnet Snæland ("Snöland"). Namnet Island myntades av norrmannen Floke Vilgerdsson (Flóki Vilgerðarson), också känd som Korp-Floke (Hrafna-Flóki), som bodde en vinter på Barðaströnd vid Breiðafjörður. Han anses vara den förste nordbo som avsiktligen gav sig av till Island.
Det har hävdats, men ej arkeologiskt belagts, att det före nordbornas ankomst till Island redan fanns en mindre bosättning av iriska anakoreter på ön. Bland annat skriver Ari Þorgilsson i Isländingaboken på 1100-talet att nybyggarna fann små klockor av den sort som irländska munkar brukar använda. Några sådana har dock inte bevarats, och inte heller har nutida arkeologer funnit något motsvarande.
Den första permanenta bosättningen - Reykjavík (Rökviken) - på Island etablerades, enligt Landnamsboken, 874 av Ingolf Arnarson på samma plats där Islands huvudstad ligger idag. Arkeologiska studier bekräftar att det fanns en bosättning på platsen på 870-talet. Under de närmaste åren följde många norrmän, och även ett fåtal danskar och svenskar, i hans fotspår. Antingen kom dessa direkt från Skandinavien eller från bosättningarna på de brittiska öarna. De senare hade med sig irländska slavar och tjänare. Enligt Íslendingabók koloniserades Island på endast 60 år. Bland orsakerna till emigrationen från Norge har nämnts både Harald Hårfagers styre, vilket inte skall ha tilltalat alla norrmän, samt helt enkelt överbefolkning. Teorin om att brist på odlingsmark i Skandinavien ska ha lett till kolonisationen av Island tycks inte stämma eftersom odlingsmarken fortsatte att utvidgas in på medeltiden, däremot så kan det vara så att ägandet koncentrerades till färre personer vilket gjorde att många sökte sig till Island.
Nybyggarna organiserade sig i härader, där en jordägare utsågs till gode (som utförde bloten) och tingsföreståndare. Jordägarnas självständighet var stor, och gemensamma beslut fattades på ting. 930 samlades representanter för alla härader under ledning av Ulfljot till ett gemensamt ting - alltinget (alþingi). Därefter möttes detta årligen vid Þingvellir för att fastställa lagar, avgöra dispyter och döma brottslingar. Lagarna var inte nedskrivna, utan lagsagomannen (logsogumaðr) memorerade dem. Ulfljot utsågs till den förste lagsagomannen. De första lagarna var troligen baserade på den norska Gulatingslagen. Med tiden indelades stora och folkrika härader i flera godord. Flera härader kunde också gå samman om ett gemensamt ting vilket då kallades för tingslag.

### Släktfejdernas och författningsbildningens tid (930–1030)

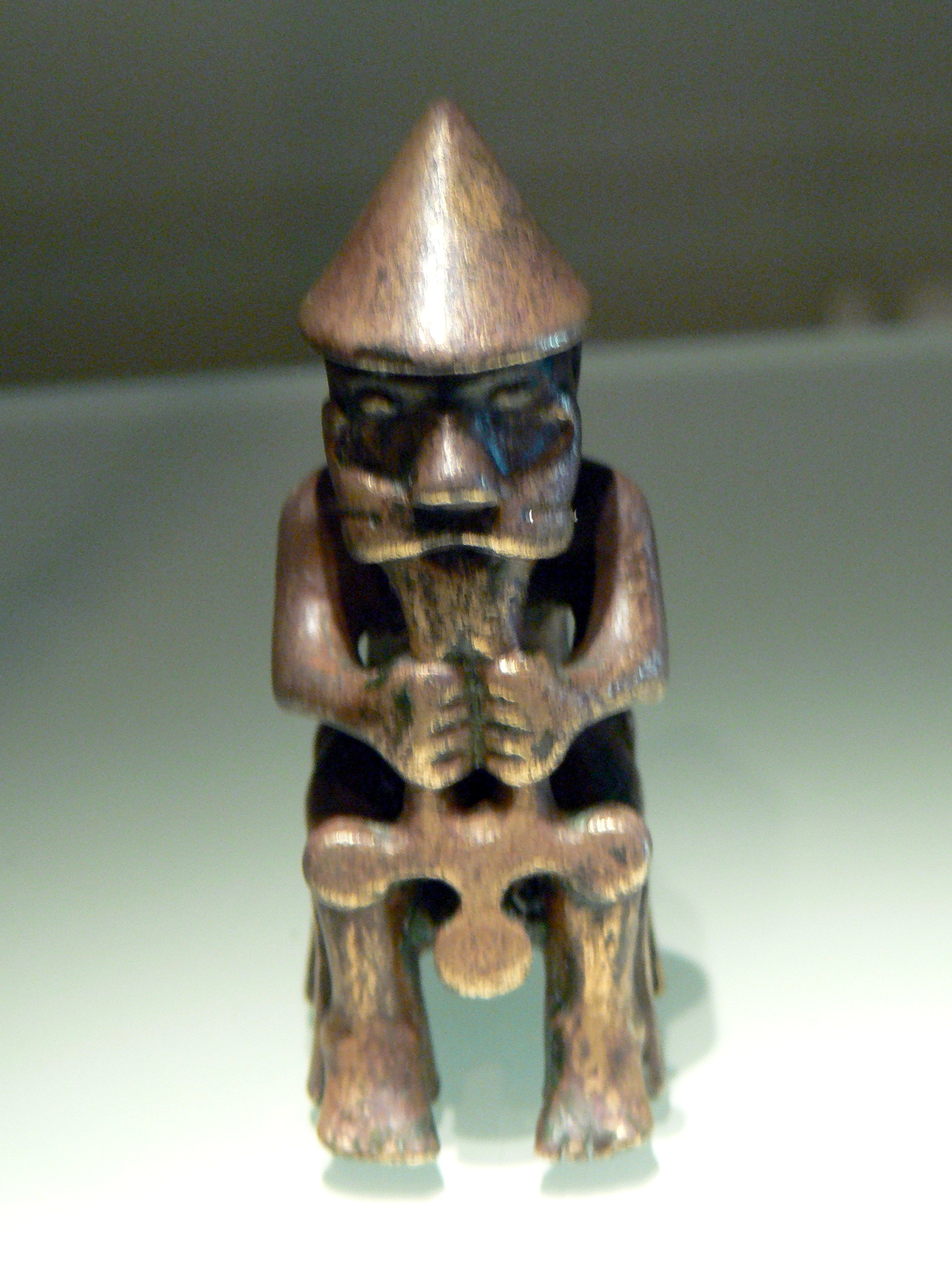
Figur föreställande guden Tor, omkring år 1000.

Ovissheten om alltingsdomstolens befogenhet vållade blodiga strider, till och med på själva tinget. Till följd av detta beslöts 965, på förslag av Thord Gellir, att landet skulle indelas i fjärdingar, var och en omfattande vissa av öns 13 tingslag och var och en med sin egen högsta domstol på alltinget. Indelningen i fjärdingar gällde ännu under tidigt 1900-tal. Fjärdingarna var: sydlänningarnas (Sunnlendingafiórðungr) mellan Jökulsá på Solheimasand under Eyjafjöll och Hvalfjorden; västfjordsbornas (Vestfirdingafiórðungr) till Bitrufjorden; nordlänningarnas (Norðlendingafiórðungr) till Langanes samt östfjordsbornas (Austfirðingafióðungr). Indelningen var dock inte fullständigt territoriell. Varje bonde kunde nämligen ställa sig under vilken gode som helst och på så sätt ansluta sig till en annan fjärding än den som han bodde i. (Om fjärdingsdomarna, se Allting). Vid samma tid ordnades tidräkningen. Dittills hade man räknat året till 364 dagar (12 månader om 30 dagar var och 4 skottdagar, aukanætr); men på förslag av Thorstein Surt beslöts att dessutom en skottvecka skulle inskjutas för vart sjunde år. Denna tidräkning, med senare införda rättelser, kom att bibehållas jämsides med den romerska ända in på 1900-talet.
Under ständiga ättefejder, som dock sällan utkämpades med flera än 12 eller 24 män, framskred samhällsutvecklingen. Den tid då Skapte Toroddsson var lagsagoman (1003–1030) var speciellt orolig, men vid dess slut var fristatsförfattningen i huvudsak färdigbildad. Det sista ledet fogades till rättsförfattningen 1004, då en kassationsdomstol, femtidómur "femtedomen" (se Allting), upprättades på alltinget. Dessutom blev holmgång avskaffad 1006. Samtidigt blev formerna för lagrättans lagstiftningsverksamhet fastställda.
Den isländska fristaten var en aristokratisk rättsstat. Ingen samfundsplikt kunde avtvingas någon utom genom rättegång och dom. För verkställandet av domen måste den som vunnit målet själv sörja. Rättegång var formen för allt offentligt liv. Den isländska rätten blev en produkt av samnordiska rättsgrundsatser. Det märktes i synnerhet på familjebandets genomgripande betydelse inte bara i civilrätten, utan också i kriminalrätten, så tillvida som processen, särskilt i dråpsmål (eptirmál), och deltagandet i betalning av böter noga avmättes efter släktskapsförhållandet till parterna i målet. Det märktes också i den hänsyn som togs till den personliga hederskänslan, bland annat vid bestämmande av straff, och på själva rättegången, vars grundtanke var att en rättstvist skulle vara en öppen kamp med rättsmedel i stället för med vapen (sedan 1006) mellan fria och myndiga män under åsyn och medverkan av samfundsmedlemmarna. Ingen överhetsperson uppträdde som parternas vägledare. Lagsagomannen skulle endast ta ställning om han tillfrågades om vad som var lag i tvivelaktiga fall. Vid rättegången krävdes närvaro av ett stort antal tingsmän dels som domare, dels som vittnen, dels som medlemmar av kviðr, den nämnd som till ledning för domarna skulle avgöra den anklagades skuld eller oskuld, dels slutligen som väktare över ordningen vid tinget. Därför var också en niondedel av tingsmännen i godordet pliktiga att följa goden till tings.
Islänningarna hade under denna tid livlig kontakt med utlandet. De besökte som vikingar, köpmän, skalder och soldater kungar och hövdingar överallt i Norden, på de brittiska öarna, i Normandie, i Gårdarike och i Konstantinopel. Som stat hade Island ingen beröring med andra riken eller deras härskare. Olav den helige gjorde däremot 1025 ett misslyckat försök att locka islänningarna att överlämna Grímsey till honom.

### Kyrkoordnings- och välmaktstiden (omkring 1030–1200)
Kristendomen fördes först till Island av islänningar som vistats utomlands. En sådan, Thorvald den vittfarne (Þorvaldr viðforli) från Skagafjord, hade med sig en sachsisk biskop, Fredrik, men deras omvändelseförsök misslyckades. En annan, Stefnir Thorgilsson, for till Island på uppmaning av Olav Tryggvason 996–997, men det gick inte bättre för honom. Olavs nästa ombud, den tyskfödde, stridslystne prästen Dankbrand (Þangbrandr), förmådde 997 en stor östländsk hövding, Hall Thorsteinsson, och sedan flera andra stormän att ta dopet, men väckte genom flera dråp så stor ovilja, att han måste lämna Island 999. En av hans proselyter, Hjalte Skeggesson, blev så också landsförvisad, då han smädat gudarna på alltinget, och drog till Norge, dit hans trosfrände Gizurr vite kort därefter följde honom. Följande år återvände de till Island vid alltingstiden och lyckades med Halls hjälp genomdriva religionsfrågans avgörande, som överläts åt lagsagomannen, en nordländsk hövding Thorgeirr från Ljósavatn, efter vars utslag både hedningar och kristna lovade att rätta sig. Han förkunnade då som lag, att alla skulle låta döpa sig, och sålunda blev kristendomen lagfäst år 1000. Godarna och andra bönder byggde kyrkor på sina gårdar och blev antingen själva präster eller höll präster vid dem: det hedniska folkliga prästadömet blev med tiden kristet. Främmande missionsbiskopar – Are nämner 11, bland dem flera irer – besökte Island; år 1056 fick det sin egen biskop, Isleif Gizursson, (död 1080). Hans son och efterträdare, Gizurr Isleifsson (1082–1118), genomdrev, med hjälp av prästen och hövdingen Sämund frode på Oddi och lagsagomannen Markus Skeggesson, införande av tionde 1096 och skänkte sin gård Skálholt till biskopssäte. Med hans hjälp upprättades ett andra biskopsdöme för nordlandsfjärdingen, med säte på Hólar ("at Hólum"); dess förste biskop blev Jón Ögmundsson (1106–1121). Vid bägge biskopssätena inrättades prästskolor. Omkring 1120 grundlade biskop Jón det första klostret, benediktinklostret Þingeyrar vid Húnaflói, som invigdes 1133. Senare inrättades fyra augustinkloster för munkar och ett nunnekloster. Gudstjänsten var inrättad på vanligt romersk-katolskt sätt med latinsk sång, men predikan hölls ofta på modersmålet. Såväl prästskolorna som klostren blev säten för kyrklig lärdom, bland vars gynnare särskilt nämns biskop Thorlákr Thórhallsson i Skálholt (1177–1193). Vid 1100-talets slut fick Island sina egna helgon: Thorlákr (1198), landets förnämsta helgon, och Jón (1200).
Den isländska kyrkan var från 1104 underordnad ärkebiskopen i Lund och från 1152 ärkebiskopen i Nidaros stift och följde i mycket den allmänna västeuropeiska utvecklingen. Dock bibehöll den under hela fristatstiden sin folkliga prägel. Sålunda var prästernas äktenskap laggiltiga; kyrkor och prästgårdar fortsatte att vara enskild egendom; biskopsvalet företogs av stiftets präster, det vill säga det låg i verkligheten i kyrkoägarnas, hövdingarnas, händer; kyrkorätten lämpades efter den nationella rätten; biskopens domsrätt var inskränkt till kyrkliga tjänstesaker och ingen kyrkorättslig bestämmelse gällde utan att vara godkänd av lagrättan, i vilken biskoparna fick säte och stämma. Genom personlig överlägsenhet kunde biskoparna ("kungarna på Island", som Adam av Bremen kallar dem) utöva stort inflytande på samhällsutvecklingen. Den isländska rätten utarbetades under denna tid till det fullständiga system, som vi lär känna i Grágás (Grågås). Medan Bergthórr Hrafnsson var lagsagoman (1118) började lagarna upptecknas. Detta försiggick under förra hälften av 1100-talet. Islands materiella kultur, särskilt jordbruket, nådde sin höjdpunkt. Folkmängden var omkring 100 000 personer 1096.

### Upplösningstiden (omkring 1200–1264)
Genom arv och köp samlades allt flera godord i enskilda mäns och ätters händer. Därigenom rubbades grunden för den isländska samhällsordningen. För de få och jämförelsevis långt mäktigare stormännen måste de övriga bönderna böja sig och lagen måste vika för makten. Tidens historia vimlar av trolöshet, edsbrott, olyckliga, av politiska skäl ingångna och åter upplösta äktenskap; blodiga strider utkämpades, men de fördes inte som i de forna släktfejdernas tid med tolfter av huskarlar, utan med små bondehärar om 1 000 man och mera. Genom allt detta förbereddes och påskyndades fristatens undergång. Tidevarvet har efter den mest begåvade och stridslystna av dess stormansätter, sturlungarna, fått namnet sturlungatiden (isl. Sturlungaöld).
Det första förebudet till en ny ofredstid var Hvamm-Sturlas tvist med Jón Loftsson 1181, vilken dock bilades. Under den följande tiden inträffade bland annat Gudmund Dyres strid och den stora "Önundarbrenna" 1197, Kolbeinn Tumasons dråp 1208, Hrafn Sveinbjörnssons dråp 1213. Hvamm-Sturlas söner, Þórðr, Sighvatr och Snorre hade blivit mäktiga män. De kom efter hand i strid med andra stormän och med varandra. En tvist mellan sturlungarna och oddimännen var nära att föra till öppen strid på alltinget (1216), men bilades av biskopen i Skálholt. Senare förekom sammanstötningarna oftare och blev blodigare. Odda- och Haukadalsätterna råkade i arvstvist, varvid män av den förra ätten dräpte haukadalingen Björn Þorvaldsson (1221). Snorre Sturlasson understödde först oddimännen, men förolämpades av dem och slöt sig 1225 till haukadalingarna, som under Snorres måg, Gizurr Þorvaldsson, hävdade sin övervikt på sydlandet. Dessutom råkade sturlungarna i inbördes strid, nämligen Snorre och hans son, Órækja, med Sighvatr och dennes son, Sturla. Dessa strider, i vilka även den tredje brodern, Þórðr, och många andra hövdingar drogs in, ledde till att Snorre fördrevs från sin gård Reykholt (1236) och slutligen från Island, varefter han begav sig till Norge (1237). Därefter kämpade Gizurr med Sighvatr och Sturla, vilka slutligen 1238 vid Örlygsstaðir blev slagna och dödade. År 1239 återvände Snorre till Island trots kung Håkans förbud, varigenom han ådrog sig dennes ovänskap; och emedan han var närmast till att hämnas sin bror och brorson, blev han även Gizurrs fiende. På kung Håkans uppmaning överföll och dräpte Gizurr Snorre (1241).
Redan 1229 hade Snorre, för att förekomma ett av den norske riksföreståndaren Skule jarl tillämnat tåg till Island, lovat att förmå islänningarna att godvilligt ge sig under Norge, men därefter ingenting gjort vid saken. Sedermera hade såväl Sturla Sighvatsson som Gizurr gjort kung Håkan liknande löften. Efter Snorres död fortsatte de inre striderna, under vilka Sighvatrs andre son, Þórðr, den äldre Þórðrs son, Sturla, och dennes brorson, Thorgils Skarði, trädde i förgrunden. Efter Þórðrs död (1257) och Þorgils' fall (1258) stod omsider Gizurr som segrare; han blev 1258 kung Håkans man och jarl samt förmådde med våld och goda ord Islands bönder att ge sig under Norges kung (1262–1264). Genom den då ingångna överenskommelsen (sáttmáli) bestämdes, att Norges kung skulle vara Islands herre och uppbära skatt av landet, men inte att Island skulle vara en del av Norges rike; kungen skulle ge islänningarna fri seglats på Norge och årligen låta minst sex norska skepp besöka Island. Vid Gizurrs död (1268) försvann jarlsvärdigheten, och därefter styrdes Island av kungliga sysslomän, varmed följde tingslagsindelningens avskaffande och syssloindelningens införande.
Alltinget fortfor att vara domstol och att ha ett slags lagstiftningsmakt; men både den dömande och lagstiftande myndigheten utövades av lagrättan, som dåmera bestod av 36 röstberättigade, av sysslomännen utnämnda medlemmar och som till ordförande fick inte en vald lagsagoman, utan en kunglig förtroendeman, enligt norsk sed kallad "lagman". Den förste lagmannen blev 1272 Sturla Thordsson (Þórðarson), vilken i Norge slutit sig till kung Magnus Lagaböter (1263–1280) och blivit hans skald och sagoman. Slutligen ombildades de gamla lagarna. Sedan ett första förslag, lagboken Járnsíða (1272), förkastats såsom alltför norskt, blev en ny, av konungen 1280 stadfäst lagbok, Jónsbók godkänd på alltinget på lagmannen Jón Einarssons förord. Med åtskilliga sedermera gjorda förändringar gällde den i mer än 500 år. Vissa föreskrifter från Jónsbók gäller ännu i dag.

## Island under Danmark-Norge (1264–1918)

### Biskopsväldets tid (1264–1550)
Inte så mycket kungen som hierarkin ärvde hövdingarnas makt. Den myndige Skálholtbiskopen Arne Thorláksson ("Staða-Arne" eller Prästgårds-Arne, 1269–1298), som redan 1275 lyckades genomdriva en ny "kristenrätt", vilken utvidgade biskoparnas makt betydligt, genomdrev även med våld och användande av kyrkans straff, att prästgårdarna (staðir) och kyrkorna övergick från böndernas i kyrkans ägo. För samma mål verkade Hólarbiskopen Jörund (1267–1313) i sitt stift och omkring 1300 var förändringen genomförd i hela landet. En följd av förändringen var, att prästvalet blev biskopens ensak. Vidare genomdrev Arne ett förbud för klerkerna att gifta sig. Slutligen utvidgades kyrkans domsrätt inte bara till mål som rörde kyrkans män och gods, utan även till alla äktenskaps- och sedlighetsbrott. Då kyrkan ständigt som straff ålade höga böter, blev denna domsrätt tillsammans med dispensationer och avlat (införd 1275) en huvudkälla till kyrkans rikedom.
En tid blomstrade det kyrkliga livet, framför allt under Laurentius i Hólar (1324–1330). Två nya kloster grundades. Island fick även ett tredje helgon: Gudmund Arason. Men efter hand förvärldsligades kyrkan alltmera, och årsböckerna fylls med berättelser om kyrkliga processer och giriga biskopar. Dessa var i allmänhet utlänningar, såsom den från Uppsala fördrivne, tyskfödde Jöns Gerekesson (Jón Gerreksson). Under biskoparna Olaf (1459–1499) och Gottskálk (d. 1520) i Hólar samt Stefan i Skálholt (1491–1519) nådde missbruket av kyrkan sin höjd. Ett lekmannaförsök att hämma dem misslyckades då Leiðarholmsbeslutet (1517), som fattats av 23 nord- och västländska bönder, inte stöddes av det övriga folket eller understöddes av kungens ombudsman.
Även den världsliga styrelsen försämrades, överenskommelsen med kungen förnyades i början flera gånger (1302, 1319), varvid islänningarna drev igenom, att lagmän och sysslomän skulle vara infödda, att ingen ny skatt fick påläggas och att kungen årligen skulle sända sex skepp med livsförnödenheter till Island. Men dessa villkor hölls inte: skeppen uteblev ofta; både sysslomän och lagmän var ganska ofta utlänningar. Kungens skatteindrivare och befallningsmän, de så kallade hirdstyrarna ("hirðstjórar"), var även de ofta utlänningar, och inte sällan korrupta. Enstaka ätter kunde ibland samla stor förmögenhet, i synnerhet Vatnsfirðingaätten (Björn Jorsalafare, Lopt Guttormsson och Björn Thorleifsson, d. 1467). Sådana ätter gjorde oftast gemensam sak med kungens tjänare.
En mycket viktig orsak till Islands tillbakagång under denna period var de upprepade naturkatastroferna: jordbävningar, vulkanutbrott, missväxt och farsoter. Framför allt "svartidauði" (digerdöden) 1402–1404, vilken ska ha dödat 2/3 av folkmängden, så att denna antagligen inte var större än 20–30 000 personer. Under 1400-talet växte befolkningen igen, men minskades åter betydligt genom den stora pesten ("plágan mikla") 1493–1494. Med skeppsfartens förfall kom också all handel i utlänningars händer, på samma gång som kungarna började betrakta all handel på ett "skattland" som sin ensak. Under början av 1400-talet råkade den isländska handeln i hansestädernas händer. Till handelns förlust kom omkring 1500 förlusten av fisket. Hamburgarna anlade då faktorier på Island och slog under sig fisket och de isländska fiskarna blev deras dåligt avlönade arbetskraft.
Fisket, som också nämndes ofta i de isländska sagorna, utvecklades och från 1300-talet är det belagt att också fiskeexport förekom. Bland annat började norska köpmän efterfråga isländsk fisk som sedan såldes vidare till Tyskland. Runt år 1300 uppstod fiskelägen längs kusten i sydväst.

### Reformationstiden (från 1550)
Den romersk-katolska kyrkan hade att starkt grepp om islänningarna. Biskoparna, när de var infödda, var i egenskap av de största maktinnehavarna ett stöd mot de nästan alltid utländska "hirdstyrarna". Reformationen stötte därför på lika starkt motstånd som på sin tid kristendomen själv. De första tecknen till reformationen på Island är Jón Einarssons predikan i Skálholts kyrka (omkring 1530), Oddur Gottskálkssons i hemlighet verkställda översättning av nya testamentet och den hemlige lutheranen Gizurr Einarssons hemkomst från skolan i Hamburg. Biskop Ögmundur Pálsson i Skálholt, som blev blind, utkorade 1536 Gizurr till sin efterträdare och sände honom till Norge att vigas, men Gizurr återkom till Island som evangelisk "superintendent". Han kunde emellertid inte uträtta något mot lekmännens och prästernas motstånd, som leddes av biskoparna Ögmundur och Jón Arason i Hólar. Därför lät Gizurr, då ett danskt krigsskepp kom till ön (1541), bringa den blinde Ögmundur i händerna på danskarna. Dessa förde honom som fånge till Danmark. Genom Gizurrs arbete framskred kyrkoreformationen i hans stift därhän, att vid hans död (1548) stiftets präster valde en luthersk biskop: Marteinn Einarsson. Medan denne vistades i Danmark försökte Jón Arason återupprätta den romersk-katolska kyrkan och bryta hirdstyremakten samt var ett par år så gott som enväldig på Island. Men 1550 blev han och hans bägge söner tillfångatagna och halshuggna. Därefter förmådde den av danska soldater biträdde hirdstyren Otte Stigssön sina bönder och ämbetsmän att svära kungen trohetsed.
Reformationen genomdrevs av den danske kungen och den siste katolska biskopen halshöggs. Ólafur Hjaltason (död 1569), insattes i Hólar (1552). Han gav Island en evangelisk kyrkohandbok och psalmbok (1555). Fullt genomförd blev reformationen först av biskop Guðbrandur Þorláksson i Hólar (1571–1627), understödd av de lärde Skálholtbiskoparna Gísli Jónsson (1557–1587) och Oddur Einarsson (1588–1630). Island fick en fullständig bibelöversättning (1584), psalmbok (1589) och graduale (1594). Som kyrkolag gällde först den danska ordinantian (av 1539), sedan den norska (av 1607). Den världsliga styrelsen och lagskipningen fortgick i de gamla formerna.

### Den danska monopolhandelns tid (1602–1786)

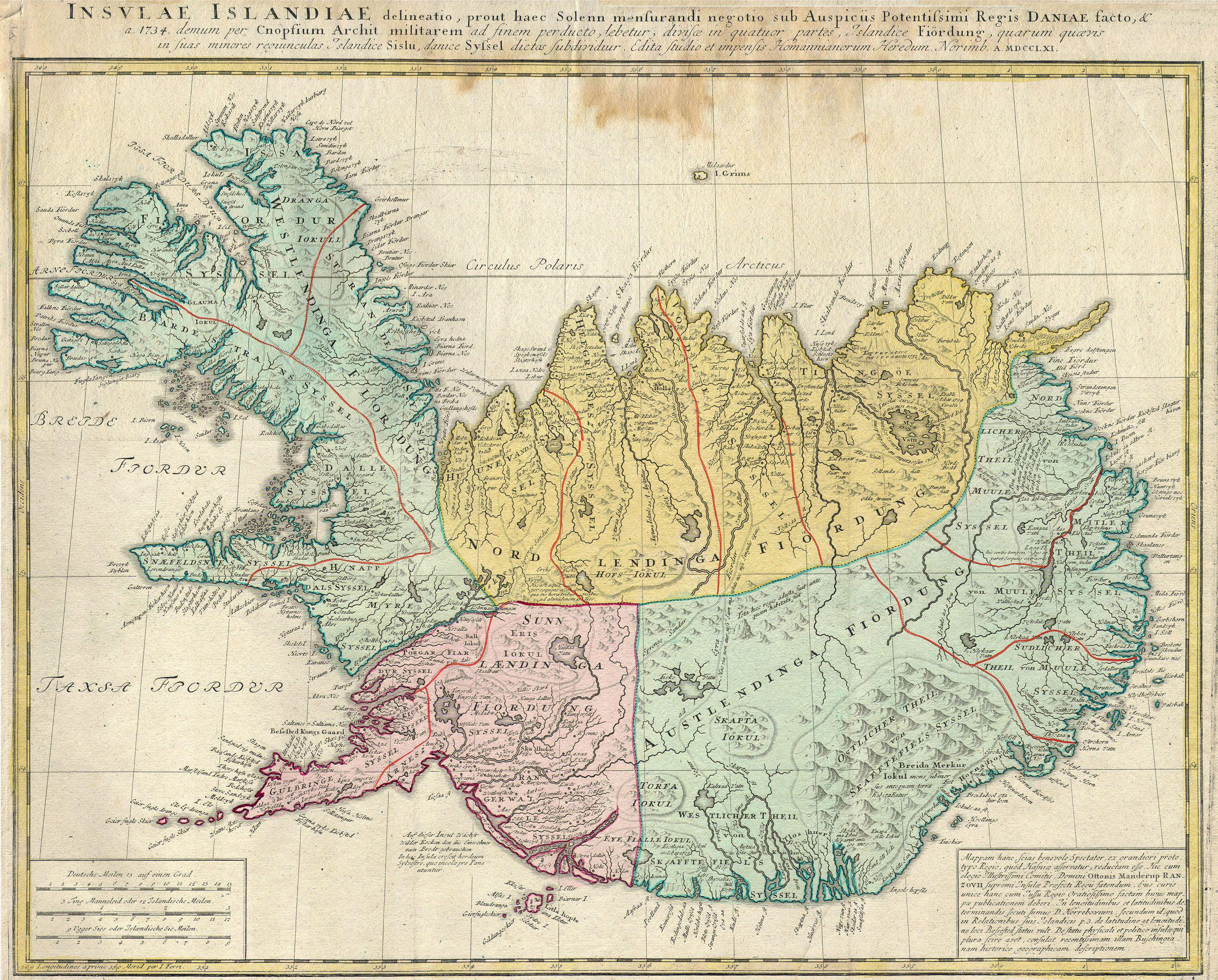
Homann Heirs karta över Island 1761.

För att bryta den hamburgska ekonomiska dominansen lade den danska regeringen den isländska handeln i händerna på danska köpmän. Början skedde 1602, då borgarna i Köpenhamn, Helsingör och Malmö fick ett uteslutande privilegium på handeln på Island mot en avgift till kronan. Stränga straff drabbade de islänningar som handlade med främmande skeppare eller fiskare. Än kontrakterades handeln till bolag (1619, 1684, 1733, 1743, 1763), än drevs den för kunglig räkning (1757–1763, 1774–1786). Ett par gånger försökte kungamakten att hjälpa islänningarna att skapa en egen handelsflotta (1670 och 1758), men bägge gångerna strandade försöken på att de hade otillräckliga resurser. Monopolsystemet medförde en ständig förlust för landet, som därjämte hemsöktes av stora naturkatastrofer: jordskalv, vulkanutbrott, hårda vintrar, missväxt och farsoter. Tre gånger under 1700-talet hade Islands folkmängd höjt sig till 50 000, men sjönk till följd av dylika hemsökelser med respektive 18 000, nära 10 000 och över 10 000, sista gången efter de förfärliga vulkanutbrotten vid Skaptá (1783).
Redan vid 1700-talets början hade Árni Magnússon (handskriftsamlaren) och Páll Vídalín (lagman), som undersökt landet för upprättandet av en ny jordebok och funnit 1200–1300 gårdar öde, framhållit fri handel som enda medlet till Islands räddning. Senare framställdes samma tanke ofta. År 1786 förklarades handeln på Island äntligen fri för alla kungens undersåtar, varjämte statens handelsfaktorier, varuupplag och skepp såldes till fria köpmän långt under deras värde. Islands statsrättsliga förhållande till Norge var formellt inte ändrat sedan 1264, då ön blev norskt skattland, men i själva verket hade Island förvandlats till ett danskt "biland", som styrdes från Köpenhamn. Enväldet infördes på Island 1662, genom den inte fullt lagliga, med vapenhot framtvungna hyllningen i Kópavogur. Därmed lades all lagstiftningsmakt i kungens hand, men Island förblev ett särskilt lagstiftningsområde, där norsk och dansk lag inte utan vidare gällde. Den lokala styrelsen utövades (sedan 1685) av "amtmän" (oftast danskar), en för vart amt eller "fjärding", bland vilka den förnämste var "stiftsamtmannen" (alltid en dansk) i Bessastaðir. Under amtmännen indelades landet i 21 sýslur ungefär som idag för rättskipningen. Det gamla lagskipningsväsendet bibehölls med det undantag att från den årligen vid Öxará sammanträdande "lagrättan" (som sedan 1691 höll sina sessioner inomhus) kunde vädjas till Højesteret i Köpenhamn. Dansk och norsk rätt började, fastän utan laga hemul, tillämpas och trängde alltmer bort den isländska rätten. Köpmännen, varav de flesta var danskar, hade egentligen makten i landet och missbrukade ofta sin makt.

### Självständighetssträvandenas tid (1786–1918)
År 1798 flyttade alltinget från Tingvalla till Reykjavík. I början av denna period försvann till och med den sista skymten av forntidens självstyrelse, då alltinget upphävdes (1800) och ersattes av en "landsöverrätt" med tre ledamöter. År 1801 upphävdes biskopssätet i Hólar (Skálholts hade 1796 flyttats till Reykjavik), varigenom Island fick endast en biskop. Samtidigt sålde regeringen de betydande biskopsgodsen samt åtog sig att ur statskassan betala för undervisningen på ön. Betalningarna uteblev dock. Under Danmarks krig mot Storbritannien (1807–1814), då Island var lämnat åt sig självt, lät en dansk kaparkapten Jørgen Jürgensen i juni 1809 utropa sig till "Islands beskyddare och högste befälhavare till sjöss och lands". Han underhöll en livvakt på åtta man och besatte ett fäste vid Reykjavik, men han greps redan i augusti samma år av britterna och fördes från Island.
Vid freden i Kiel 1814 undantogs Island uttryckligen från riket Norge, som Fredrik VI avträdde till den svenske kungen Karl XIII. Under kriget hade man på Island märkt av fördelarna av fria förbindelser med Storbritannien. Alltmera högljutt började islänningarna därför efter freden yrka på handelns fullständiga frigörelse. Påverkade av nationalismen på kontinenten började de även längta efter politisk självständighet. Ett allting som en rådgivande representation inrättades 1843. Det skulle höras om alla lagar som rörde speciellt isländska förhållanden, och rådfrågas innan några danska lagar blev giltiga på Island. I samband med enväldets fall i Danmark antog självständighetssträvandena en ännu mera utpräglad form. På ett folkmöte i augusti 1848 på Tingvallarna vid Öxará antogs ett meddelande till kungen. I den ställdes krav på att en särskild isländsk nationalförsamling ("Þjóðfundur") för att besluta om grunderna för en isländsk författning skulle sammankallas. I meddelandet uttalades även en förhoppning om att ingenting skulle beslutas rörande Islands förhållande till Danmark utan en sådan församlings samtycke. Regeringen höll dock fast vid att Island var en del av Danmark.

## Det självständiga Island (1918–)

### Personalunion med Danmark
Den första december 1918 erkändes Island som en suverän stat som Konungariket Island, men förenad med Danmark under en gemensam kung: Kristian X av Danmark. Danmark fortsatte att sköta utrikesaffärer och försvar. Island antog en egen flagga, som blev officiell nationsflagga 1944 vid självständigheten. Hannes Hafstein valdes till Islands första statsminister 1904 i samband med utökat självstyre från Danmark. Hafstein var även Islandsminister i den danska regeringen men med ansvar gentemot Alltinget.

### Andra världskriget

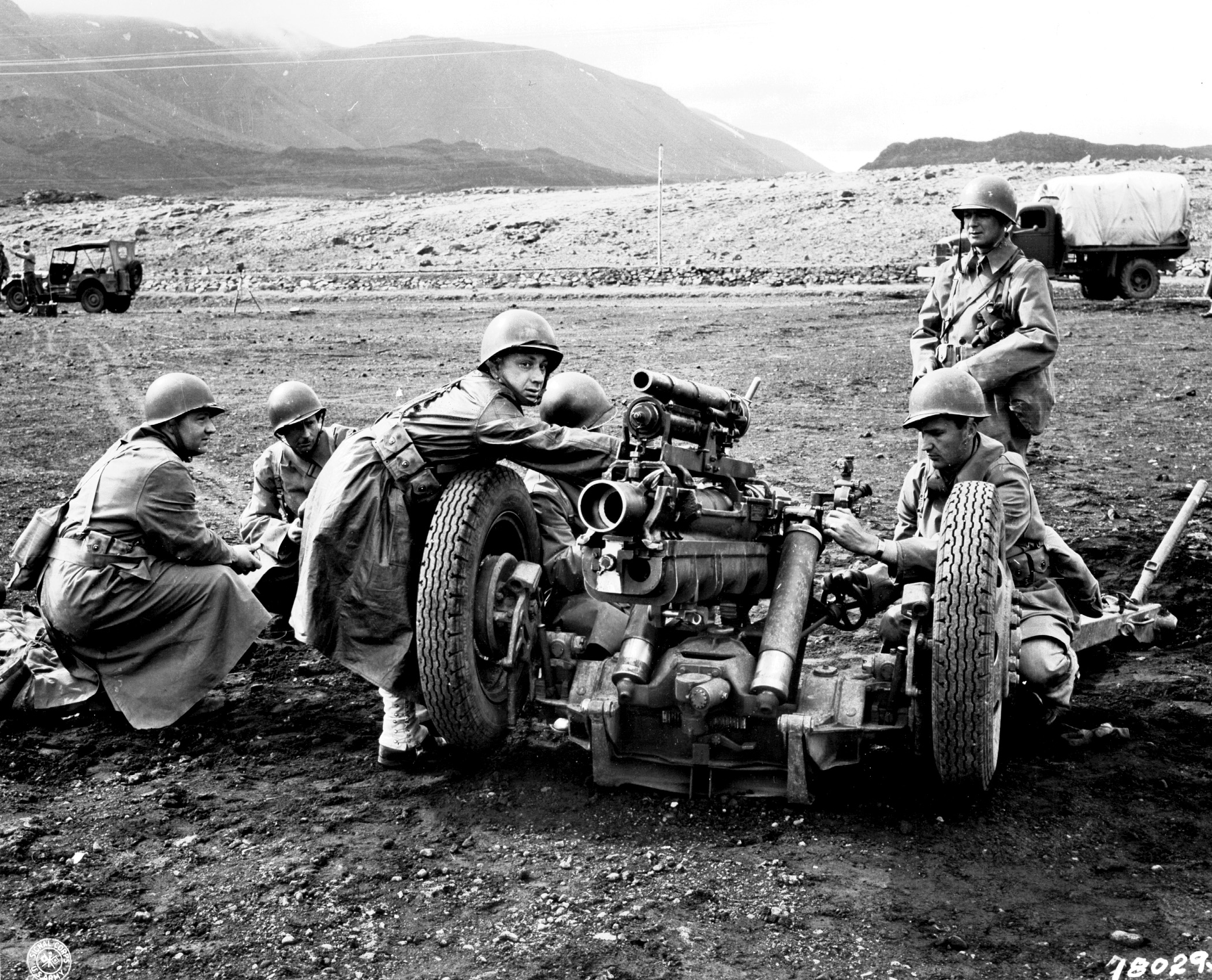
Amerikanska trupper på Island under andra världskriget

När Danmark blev ockuperat under andra världskriget, bröts kommunikationskanalerna mellan Danmark och Island. Sveinn Björnsson valdes då av Alltinget till ríkisstjóri (riksföreståndare) tre gånger från 1941 till 1943 och hade under denna tid statschefens befogenheter, det vill säga samma rättigheter som kung Kristian X hade på Island. Island beslöt att sköta sin egen utrikespolitik, vilken de utformade som en strikt neutralitetspolitik. I maj 1940 ockuperades Island av de allierade styrkorna, först Storbritannien och senare av USA, och denna ockupation hävdes inte under resten av kriget.

### Republik

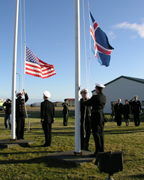
Keflavík Air Base stängdes 2006.

Den 31 december 1943 löpte unionsavtalet med Danmark ut efter 25 år och 20 maj 1944 hölls en folkomröstning om att behålla unionen med Danmark eller utropa sig till republik. 97 procent röstade för att avsluta unionen och 95 procent röstade för den nya konstitutionen. Den 17 juni 1944 utropade Island sig till en självständig republik och Sveinn Björnsson blev landets första president. Danmark var då fortfarande ockuperat, men den danske kungen skickade ändå gratulationer till det isländska folket.
I oktober 1946 följde ett avtal mellan Island och USA om att avsluta det amerikanska ansvaret för Islands försvar men 1950 kom USA åter att ta ansvar för Islands försvar och stationerade trupper på militärbasen i Keflavik. Avtalet som undertecknades 1951 kom att gälla fram till 2006 då de amerikanska trupperna lämnade Island. USA har genom Nato fortfarande ansvar för Islands försvar. 1949 blev Island medlem i Nato.

### Torskkrigen

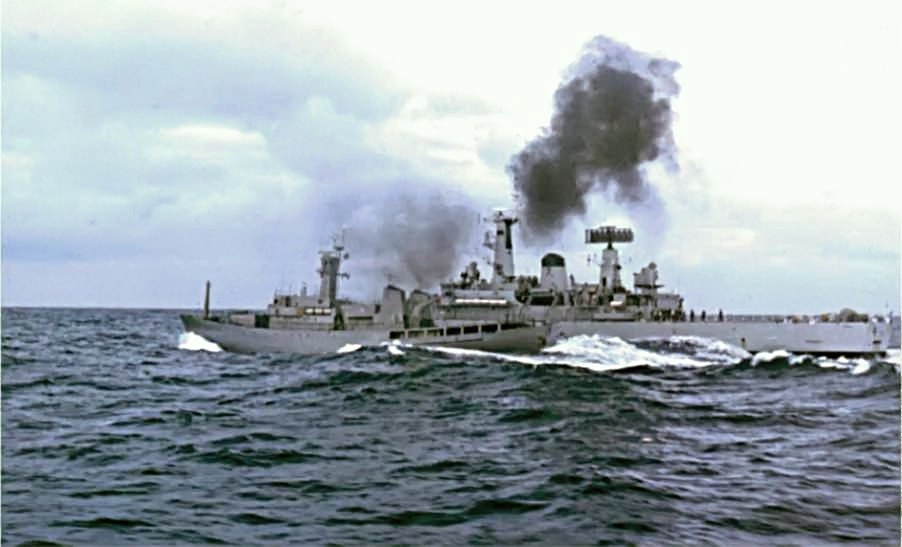
Islands kustbevakning och Storbritanniens flotta i konflikt.

Torskkrigen var en serie av konflikter mellan Island och Storbritannien som pågick från 1950-talet till mitten av 1970-talet. Island utökade sina fiskeområden i flera steg vilket ledde till en konflikt om vilken ekonomisk zon ett land kunde ha men också om vilka fångstmetoder som var acceptabla vid djuphavsfiske. 1958 utökade Island från 7 till 22 km och 1972–1973 följde en utökning av fiskegränsen till 93 km. Det tredje torskkriget i november 1975 innebar att den isländska gränsen utökades till 370 km. Storbritannien accepterade inte Islands gränsdragning till havs och brittiska fiskare fortsatte att fiska inom en isländska gränsen. Konflikten eskalerade i samband med det tredje torskkriget då både Island och Storbritannien satte in båtar för att skydda sina fiskebåtar. Under konflikten rammades båtar och fiskare skadades. Konflikten fortsatte med att Island hotade med att stänga den amerikanska basen varpå Storbritannien valde att acceptera fiskegränsen.
1980 blev Vigdís Finnbogadóttir världens första demokratiskt valda kvinnliga statschef.

### Ekonomisk boom och finanskris
Under 1990-talet skedde flera liberaliseringar, bland annat genom privatiseringar av statliga företag, under koalitionsregeringen under Davíð Oddsson. Privatiseringar fortsatte, bland annat privatiserades två banker och Islands televerk, Síminn. Inkomstskatten för företag minskade till 18 procent från att ha legat på 50 procent i början av 1990-talet. Davíð Oddsson lämnade statsministerposten 2004. Under perioden upplevde Island en märkbar ekonomisk tillväxt. 2008 hamnade Island i en kris när det isländska banksystemet kollapsade och Island var tvunget att söka nödlån från Internationella valutafonden och andra länder. Regeringen under Geir Haarde avgick och 2009 följde en röd-grön koalitionsregering med Jóhanna Sigurðardóttir som statsminister.